# Tjuvkil
Tjuvkil är en tätort i Kungälvs kommun i Västra Götalands län. 
Tjuvkil ligger utmed väg 168 cirka 16 kilometer väster om Kungälv i Lycke socken. Vid Tjuvkils huvud finns det en hamn för fritidsbåtar och en aktiv kappseglingsklubb.
Här ligger fornborgen Tjuvkils huvud.
Tjuvkil ligger längs med kusten och har ett antal badplatser. Tidigare var Tjuvkil till största delen ett sommarhusområde men har nu blivit ett tätortsområde fullt med heltidsbostäder. Tjuvkil är sista fastlandet innan de grupper öar som leder till Marstrand. Tjuvkil har en aktiv fritidsförening som håller årligen Midsommarfirande och strandrengöring. 

## Namnet
Namnet har inget med stöld eller pirater att göra, utan är en utveckling från norskans tioffakyl (1354) som förmodas betyda "tvåviken" eller dubbelviken (jämför tjog, tjugo på svenska med tyve på norska). Orten har alltså sitt namn efter sina två nästan identiska vikar som fanns från och med sen järnålder.

## Befolkningsutveckling
| Befolkningsutvecklingen i Tjuvkil 1990–2020                                                       | Befolkningsutvecklingen i Tjuvkil 1990–2020 | Befolkningsutvecklingen i Tjuvkil 1990–2020 | Befolkningsutvecklingen i Tjuvkil 1990–2020 | Befolkningsutvecklingen i Tjuvkil 1990–2020 |
| ------------------------------------------------------------------------------------------------- | ------------------------------------------- | ------------------------------------------- | ------------------------------------------- | ------------------------------------------- |
|                                                                                                   |                                             |                                             |                                             |                                             |
| År                                                                                                |                                             |                                             | Folkmängd                                   | Areal (ha)                                  |
| 1990                                                                                              | 1990                                        |                                             | 355                                         | 95#                                         |
| 1995                                                                                              | 1995                                        |                                             | 377                                         | 84                                          |
| 2000                                                                                              | 2000                                        |                                             | 428                                         | 86                                          |
| 2005                                                                                              | 2005                                        |                                             | 480                                         | 87                                          |
| 2010                                                                                              | 2010                                        |                                             | 501                                         | 89                                          |
| 2015                                                                                              | 2015                                        |                                             | 1 013                                       | 329                                         |
| 2020                                                                                              | 2020                                        |                                             | 1 293                                       | 337                                         |
| Anm.: Ny tätort 1995. Sammanvuxen 2015 med Lökeberg (åter utbruten 2023) och Kroken # Som småort. |                                             |                                             |                                             |                                             |

## Bilder

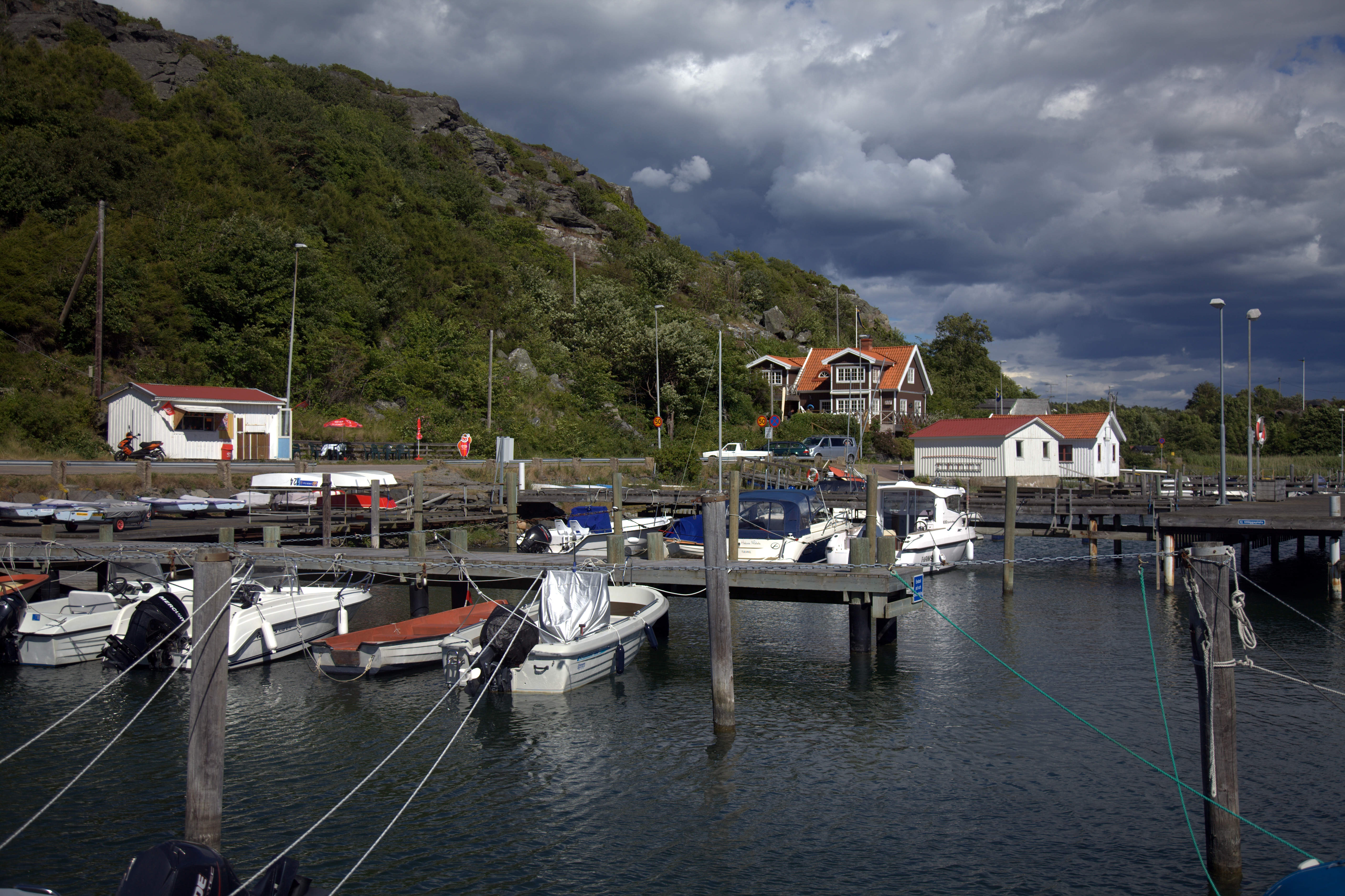
Tjuvkils huvud.
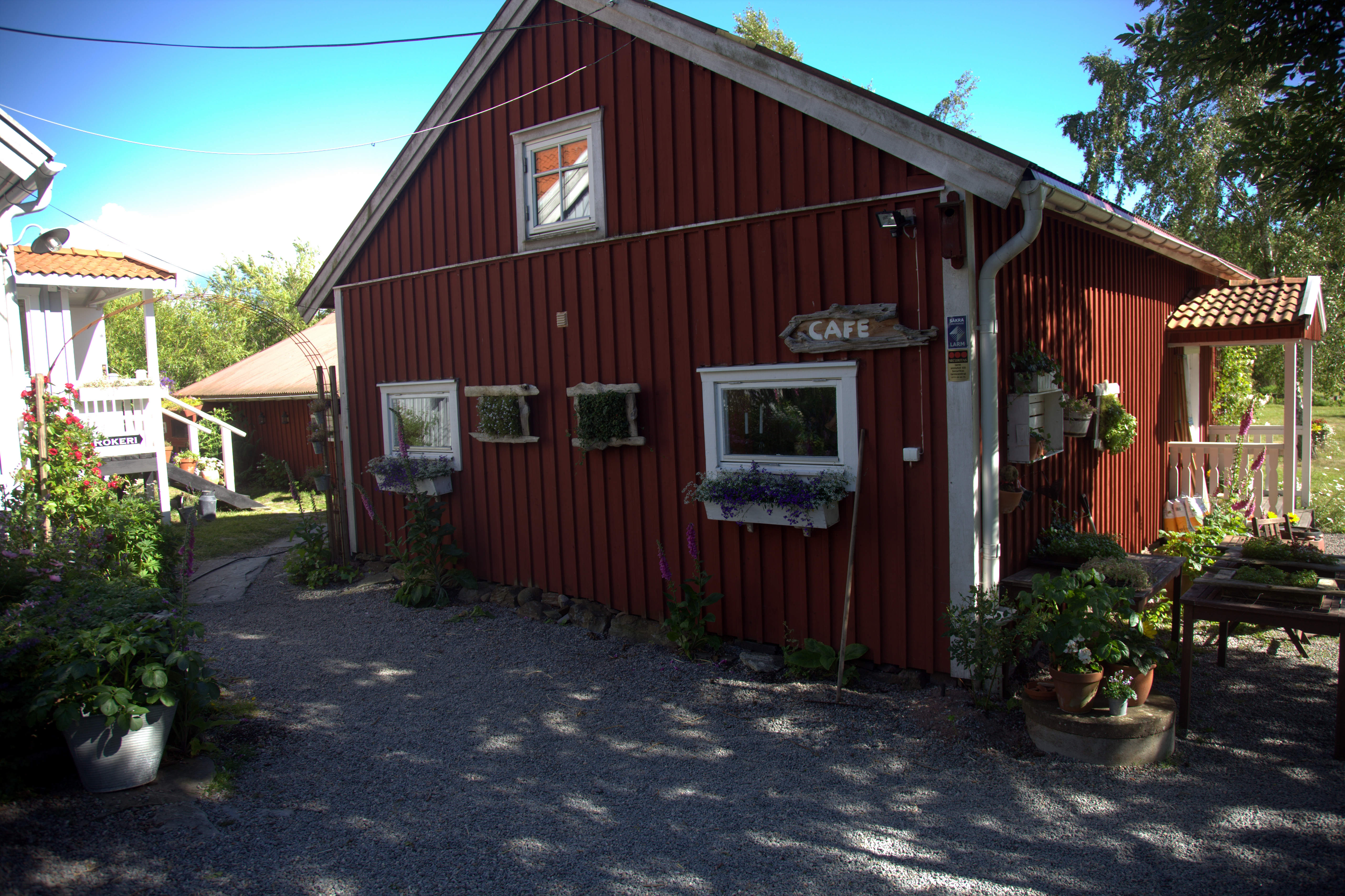
Utters Café och rökeri i Tjuvkil.